# Liste der Gemeindepräsidenten von Leuk
Die Liste der Gemeindepräsidenten von Leuk führt die Präsidenten der Gemeinde Leuk seit 1841 auf.

## Präsidenten
| Amtsperiode | Name                               | Partei      |
| ----------- | ---------------------------------- | ----------- |
|             | Meinrad von Willa (1788–1869)      | konservativ |
|             | Ferdinand von Werra (1813–1859)    | konservativ |
|             | Franz Allet (1786–1864)            | konservativ |
|             | Peter Marie von Werra (1820–1859)  | konservativ |
|             | Joseph Marie von Werra (1793–1864) | konservativ |
|             | Alexis Allet (1820–1888)           | konservativ |
|             | Ignaz Zen Ruffinen (1809–1890)     | konservativ |
|             | Leo von Werra (1823–1899)          | konservativ |
|             | Peter Marie Gentinetta (1828–1822) | konservativ |
|             | Leo Zen Ruffinen (1849–1888)       | konservativ |
|             | Joseph Marie Bayard (1845–1908)    | konservativ |
|             | Raphael von Werra (1852–1910)      | konservativ |
|             | Leo von Werra (1864–1945)          | konservativ |
|             | Raphael von Werra (1852–1910)      | konservativ |
| 1906–1908   | Hermann Gentinetta (1862–1908)     | konservativ |
| 1909–1916   | Julius Zen Ruffinen (1847–1926)    | konservativ |
| 1917–1920   | Ignaz Zen Ruffinen (1882–1941)     | KVP         |
| 1921–1924   | Rudolf Metry (1885–1936)           | KVP         |
| 1925–1945   | Othmar Mathieu (1892–1945)         | CSP         |
| 1945–1947   | Hans Pfammatter (1898–1947)        | KVP         |
| 1947–1968   | Otto Matter (1913–1982)            | unabhängig  |
| 1969–1974   | Robert Zumstein (1925–2005)        | CSP         |
| 1974–1984   | Alois Locher (1933–2012)           | CVP         |
| 1985–1988   | Walter Locher (* ?)                | CSP         |
| 1989–1996   | Regina Mathieu (1933–2001)         | CSP         |
| 1997–2004   | Gaston Oggier (* 1948)             | SP          |
| 2005–2017   | Roberto Schmidt (* 1962)           | CSP         |
| 2017–2024   | Martin Lötscher (* 1957)           | CVP         |
| 2025–       | Alain Bregy                        | Neo/CSP     |